# Eccellenza Sicilia 2008-2009
Il campionato italiano di calcio di Eccellenza regionale 2008-2009 è stato il diciottesimo organizzato in Italia. Rappresenta il sesto livello del calcio italiano.
Questi sono i gironi organizzati dal comitato regionale della Sicilia.
Il Ragusa ha acquisito il titolo del neopromosso Pozzallo. L'Universal Misterbianco invece quello del Giarre. La neopromossa Riviera Marmi cambia la propria denominazione in Agroericino.

## Girone A

### Squadre partecipanti
| Club                        | Città                                    | Stagione 2007-2008       |
| --------------------------- | ---------------------------------------- | ------------------------ |
| A.S.D. Agroericino          | Custonaci (TP)                           | 3° in Promozione gir. D  |
| Akragas Calcio              | Agrigento                                | 12° in Eccellenza gir. A |
| A.S.D. Audace Monreale      | Monreale (PA)                            | 1° in Promozione gir. A  |
| A.S.D. Campobello           | Campobello di Mazara (TP)                | 18° in Serie D gir. I    |
| A.S.D. Carini               | Carini (PA)                              | 9° in Eccellenza gir. A  |
| A.S. Città di Bagheria      | Bagheria (PA)                            | 11° in Eccellenza gir. A |
| U.S.D. Favara               | Favara (AG)                              | 2° in Promozione gir. D  |
| A.S.D. Folgore Selinunte    | Castelvetrano (TP)                       | 8° in Eccellenza gir. A  |
| S.S.D. Gattopardo Palma     | Palma di Montechiaro (AG)                | 3° in Eccellenza gir. A  |
| A.S.D. Kamarat              | Cammarata (AG)                           | 14° in Eccellenza gir. A |
| S.S.D. Licata 1931          | Licata (AG)                              | 6° in Eccellenza gir. A  |
| A.S.D. Marsala 1970         | Marsala (TP)                             | 10° in Eccellenza gir. A |
| G.S. Mazara 1946            | Mazara del Vallo (TP)                    | 5° in Eccellenza gir. A  |
| A.P.D. Parmonval            | Partanna-Mondello (quartiere di Palermo) | 2° in Promozione gir. A  |
| A.S.D. Ribera 1954          | Ribera (AG)                              | 1° in Promozione gir. D  |
| Pol. D. Splendore Villabate | Villabate (PA)                           | 7° in Eccellenza gir. A  |

### Classifica
|  | Pos. | Squadra             | Pt | G  | V  | N  | P  | GF | GS | DR  |
|  | ---- | ------------------- | -- | -- | -- | -- | -- | -- | -- | --- |
|  | 1.   | Mazara              | 60 | 30 | 18 | 6  | 6  | 56 | 31 | +25 |
|  | 2.   | Licata              | 55 | 30 | 14 | 13 | 3  | 41 | 20 | +21 |
|  | 3.   | Splendore Villabate | 53 | 30 | 14 | 11 | 5  | 33 | 22 | +11 |
|  | 4.   | Marsala 1970        | 46 | 30 | 12 | 10 | 8  | 36 | 32 | +4  |
|  | 5.   | Bagheria            | 46 | 30 | 13 | 7  | 10 | 37 | 27 | +10 |
|  | 6.   | Kamarat             | 43 | 30 | 12 | 7  | 11 | 34 | 38 | -4  |
|  | 7.   | Agroericino         | 42 | 30 | 11 | 9  | 10 | 44 | 35 | +9  |
|  | 8.   | Favara              | 42 | 30 | 12 | 6  | 12 | 38 | 36 | +2  |
|  | 9.   | Parmonval           | 41 | 30 | 12 | 5  | 13 | 34 | 33 | +1  |
|  | 10.  | Gattopardo Palma    | 41 | 30 | 11 | 8  | 11 | 27 | 36 | -9  |
|  | 11.  | Ribera              | 40 | 30 | 11 | 7  | 12 | 37 | 40 | -3  |
|  | 12.  | Akragas             | 38 | 30 | 9  | 11 | 10 | 24 | 29 | -5  |
|  | 13.  | Carini              | 34 | 30 | 9  | 7  | 14 | 27 | 32 | -5  |
|  | 14.  | Folgore Selinunte   | 30 | 30 | 8  | 6  | 16 | 42 | 49 | -7  |
|  | 15.  | Campobello          | 29 | 30 | 7  | 10 | 13 | 22 | 33 | -11 |
|  | 16.  | Audace Monreale     | 15 | 30 | 4  | 3  | 23 | 21 | 60 | -39 |

Legenda:

      Mazara promosso in Serie D 2009-2010.

      Licata ammesso ai play-off nazionali.

      Ribera e Carini retrocessi in Promozione 2009-2010 dopo play-out.

      Campobello e Audace Monreale retrocessi in Promozione 2009-2010.

#### Play-off
Semifinali
|                     | Risultati |          | Luogo e data                                           |  |
| ------------------- | --------- | -------- | ------------------------------------------------------ |  |
| Licata              | 1 - 0     | Bagheria | Stadio Nino Vaccara (Mazara del Vallo), 19 aprile 2009 |  |
| Splendore Villabate | 0 - 0     | Marsala  | Stadio Lelio Catella (Alcamo), 19 aprile 2009          |  |

Finale
|                     | Risultati |        | Luogo e data                                         |  |
| ------------------- | --------- | ------ | ---------------------------------------------------- |  |
| Splendore Villabate | 0 - 1     | Licata | Stadio Castro (Campobello di Mazara), 26 aprile 2009 |  |

#### Play-out
|         | Risultati |                   | Luogo e data                                 |  |
| ------- | --------- | ----------------- | -------------------------------------------- |  |
| Ribera  | 0 - 1     | Folgore Selinunte | Stadio Salaci (Cammarata), 19 aprile 2009    |  |
| Akragas | 0 - 0     | Carini            | Stadio Provinciale (Trapani), 19 aprile 2009 |  |

### Risultati
| Andata (1ª) | Andata (1ª) | Prima giornata           | Ritorno (16ª) | Ritorno (16ª) |
|             |             |                          |               |               |
| 14 set.     | 1-0         | Agroericino-Carini       | 0-0           | 21 dic.       |
| 14 set.     | 3-2         | Bagheria-Licata          | 2-3           | 21 dic.       |
| 14 set.     | 1-0         | Favara-S.Villabate       | 0-1           | 21 dic.       |
| 14 set.     | 2-3         | Folgore Selinunte-Ribera | 2-3           | 21 dic.       |
| 14 set.     | 1-0         | Gattopardo-Akragas       | 1-1           | 21 dic.       |
| 14 set.     | 0-3         | Kamarat-Campobello       | 1-0           | 21 dic.       |
| 14 set.     | 2-0         | Marsala-Audace Monreale  | 1-1           | 21 dic.       |
| 14 set.     | 1-3         | Parmonval-Mazara         | 1-3           | 21 dic.       |

| Andata (3ª) | Andata (3ª) | Terza giornata             | Ritorno (18ª) | Ritorno (18ª) |
|             |             |                            |               |               |
| 28 set.     | 4-0         | Agroericino-Ribera         | 1-3           | 11 gen.       |
| 28 set.     | 0-1         | Favara-Mazara              | 1-2           | 11 gen.       |
| 28 set.     | 1-0         | Folgore Selinunte-Bagheria | 0-2           | 11 gen.       |
| 28 set.     | 0-1         | Gattopardo-Campobello      | 2-2           | 11 gen.       |
| 28 set.     | 1-0         | Kamarat-Carini             | 0-0           | 11 gen.       |
| 28 set.     | 2-2         | Marsala-Licata             | 0-0           | 11 gen.       |
| 28 set.     | 2-0         | Parmonval-Audace Monreale  | 1-2           | 11 gen.       |
| 28 set.     | 1-1         | S.Villabate-Akragas        | 1-1           | 11 gen.       |

| Andata (5ª) | Andata (5ª) | Quinta giornata           | Ritorno (20ª) | Ritorno (20ª) |
|             |             |                           |               |               |
| 12 ott.     | 1-1         | Agroericino-Bagheria      | 0-4           | 25 gen.       |
| 12 ott.     | 2-1         | Campobello-Akragas        | 0-1           | 25 gen.       |
| 12 ott.     | 1-1         | Favara-Audace Monreale    | 3-1           | 25 gen.       |
| 12 ott.     | 0-0         | Gattopardo-Carini         | 0-4           | 25 gen.       |
| 11 ott.     | 2-0         | Kamarat-Ribera            | 1-1           | 25 gen.       |
| 12 ott.     | 2-3         | Marsala-Folgore Selinunte | 2-1           | 25 gen.       |
| 11 ott.     | 2-4         | Parmonval-Licata          | 0-1           | 25 gen.       |
| 12 ott.     | 1-0         | S.Villabate-Mazara        | 0-2           | 25 gen.       |

| Andata (7ª) | Andata (7ª) | Settima giornata            | Ritorno (22ª) | Ritorno (22ª) |
|             |             |                             |               |               |
| 26 ott.     | 3-1         | Agroericino-Marsala         | 0-1           | 8 feb.        |
| 26 ott.     | 0-0         | Campobello-Carini           | 0-4           | 8 feb.        |
| 26 ott.     | 0-2         | Favara-Licata               | 2-0           | 8 feb.        |
| 26 ott.     | 3-1         | Gattopardo-Ribera           | 0-2           | 8 feb.        |
| 25 ott.     | 2-1         | Kamarat-Bagheria            | 2-1           | 8 feb.        |
| 26 ott.     | 3-1         | Mazara-Akragas              | 1-2           | 8 feb.        |
| 25 ott.     | 0-0         | Parmonval-Folgore Selinute  | 0-4           | 8 feb.        |
| 26 ott.     | 2-0         | S.Villabate-Audace Monreale | 1-1           | 7 feb.        |

| Andata (9ª) | Andata (9ª) | Nona giornata            | Ritorno (24ª) | Ritorno (24ª) |
|             |             |                          |               |               |
| 5 nov.      | 1-0         | Campobello-Ribera        | 1-1           | 18 feb.       |
| 5 nov.      | 0-0         | Carini-Akragas           | 0-2           | 18 feb.       |
| 5 nov.      | 1-2         | Favara-Folgore Selinunte | 3-1           | 18 feb.       |
| 5 nov.      | 0-1         | Gattopardo-Bagheria      | 1-0           | 18 feb.       |
| 5 nov.      | 0-0         | Kamarat-Marsala          | 0-0           | 18 feb.       |
| 5 nov.      | 4-0         | Mazara-Audace Monreale   | 4-1           | 18 feb.       |
| 5 nov.      | 1-0         | Parmonval-Agroericino    | 0-1           | 18 feb.       |
| 5 nov.      | 0-0         | S.Villabate-Licata       | 1-1           | 18 feb.       |

| Andata (11ª) | Andata (11ª) | Undicesima giornata           | Ritorno (26ª) | Ritorno (26ª) |
|              |              |                               |               |               |
| 15 nov.      | 1-0          | Akragas-Audace Monreale       | 2-1           | 28 feb.       |
| 16 nov.      | 0-1          | Campobello-Bagheria           | 0-3           | 1º mar.       |
| 16 nov.      | 3-1          | Carini-Ribera                 | 1-0           | 1º mar.       |
| 16 nov.      | 0-1          | Favara-Agroericino            | 4-3           | 1º mar.       |
| 16 nov.      | 0-2          | Gattopardo-Marsala            | 0-1           | 1º mar.       |
| 15 nov.      | 0-1          | Kamarat-Parmonval             | 0-3           | 1º mar.       |
| 16 nov.      | 1-1          | Mazara-Licata                 | 1-4           | 1º mar.       |
| 16 nov.      | 1-0          | S.Villabate-Folgore Selinunte | 0-0           | 1º mar.       |

| Andata (13ª) | Andata (13ª) | Tredicesima giornata     | Ritorno (28ª) | Ritorno (28ª) |
|              |              |                          |               |               |
| 30 nov.      | 0-1          | Audace Monreale-Licata   | 0-3           | 15 mar.       |
| 30 nov.      | 0-0          | Campobello-Marsala       | 0-2           | 15 mar.       |
| 17 dic.      | 0-2          | Carini-Bagheria          | 1-2           | 15 mar.       |
| 30 nov.      | 2-3          | Favara-Kamarat           | 2-1           | 15 mar.       |
| 30 nov.      | 1-0          | Gattopardo-Parmonval     | 2-3           | 15 mar.       |
| 30 nov.      | 4-2          | Mazara-Folgore Selinunte | 1-1           | 15 mar.       |
| 30 nov.      | 0-1          | Ribera-Akragas           | 0-2           | 15 mar.       |
| 30 nov.      | 2-1          | S.Villabate-Agroericino  | 0-0           | 15 mar.       |

| Andata (15ª) | Andata (15ª) | Quindicesima giornata             | Ritorno (30ª) | Ritorno (30ª) |
|              |              |                                   |               |               |
| 14 dic.      | 0-0          | Akragas-Licata                    | 0-1           | 29 mar.       |
| 14 dic.      | 0-3          | Audace Monreale-Folgore Selinunte | 0-3           | 29 mar.       |
| 14 dic.      | 0-1          | Campobello-Parmonval              | 1-1           | 29 mar.       |
| 14 dic.      | 0-1          | Carini-Marsala                    | 0-2           | 29 mar.       |
| 14 dic.      | 0-0          | Gattopardo-Favara                 | 1-2           | 29 mar.       |
| 14 dic.      | 1-3          | Mazara-Agroericino                | 2-2           | 29 mar.       |
| 14 dic.      | 0-0          | Ribera-Bagheria                   | 3-2           | 29 mar.       |
| 14 dic.      | 1-0          | S.Villabate-Kamarat               | 0-3           | 29 mar.       |

| Andata (2ª) | Andata (2ª) | Seconda giornata            | Ritorno (17ª) | Ritorno (17ª) |
|             |             |                             |               |               |
| 21 set.     | 0-1         | Akragas-Bagheria            | 0-1           | 4 gen.        |
| 21 set.     | 0-2         | Audace Monreale-Agroericino | 1-4           | 4 gen.        |
| 21 set.     | 1-1         | Campobello-Favara           | 0-2           | 4 gen.        |
| 21 set.     | 0-2         | Carini-Parmonval            | 1-4           | 4 gen.        |
| 21 set.     | 2-0         | Licata-Folgore Selinunte    | 2-1           | 4 gen.        |
| 21 set.     | 2-2         | Mazara-Kamarat              | 2-1           | 4 gen.        |
| 21 set.     | 3-0         | Ribera-Marsala              | 2-2           | 3 gen.        |
| 21 set.     | 3-0         | S.Villabate-Gattopardo      | 1-1           | 4 gen.        |

| Andata (4ª) | Andata (4ª) | Quarta giornata           | Ritorno (19ª) | Ritorno (19ª) |
|             |             |                           |               |               |
| 5 ott.      | 1-1         | Akragas-Folgore Selinunte | 1-1           | 18 gen.       |
| 5 ott.      | 3-0         | Audace Monreale-Kamarat   | 3-2           | 18 gen.       |
| 5 ott.      | 0-1         | Bagheria-Marsala          | 0-0           | 18 gen.       |
| 5 ott.      | 0-0         | Campobello-S.Villabate    | 0-1           | 18 gen.       |
| 5 ott.      | 3-1         | Carini-Favara             | 1-2           | 18 gen.       |
| 5 ott.      | 0-0         | Licata-Agroericino        | 0-0           | 18 gen.       |
| 5 ott.      | 1-0         | Mazara-Gattopardo         | 0-1           | 18 gen.       |
| 5 ott.      | 1-0         | Ribera-Parmonval          | 0-0           | 17 gen.       |

| Andata (6ª) | Andata (6ª) | Sesta giornata                | Ritorno (21ª) | Ritorno (21ª) |
|             |             |                               |               |               |
| 19 ott.     | 0-3         | Akragas-Marsala               | 0-0           | 1 feb         |
| 18 ott.     | 0-1         | Audace Monreale-Gattopardo    | 1-2           | 1 feb         |
| 19 ott.     | 0-0         | Bagheria-Parmonval            | 0-1           | 31 gen.       |
| 19 ott.     | 0-0         | Carini-S.Villabate            | 1-3           | 1 feb         |
| 19 ott.     | 1-5         | Folgore Selinunte-Agroericino | 2-1           | 1 feb         |
| 19 ott.     | 1-0         | Licata-Kamarat                | 1-2           | 1 feb         |
| 19 ott.     | 2-0         | Mazara-Campobello             | 3-1           | 1 feb         |
| 19 ott.     | 1-1         | Ribera-Favara                 | 1-0           | 1 feb         |

| Andata (8ª) | Andata (8ª) | Ottava giornata            | Ritorno (23ª) | Ritorno (23ª) |
|             |             |                            |               |               |
| 2 nov.      | 0-0         | Akragas-Agroericino        | 1-1           | 15 feb.       |
| 2 nov.      | 1-0         | Audace Monreale-Campobello | 1-2           | 15 feb.       |
| 2 nov.      | 2-1         | Bagheria-Favara            | 0-0           | 15 feb.       |
| 2 nov.      | 0-0         | Carini-Mazara              | 1-2           | 15 feb.       |
| 2 nov.      | 0-2         | Folgore Selinunte-Kamarat  | 2-3           | 15 feb.       |
| 2 nov.      | 2-2         | Licata-Gattopardo          | 0-0           | 15 feb.       |
| 2 nov.      | 2-2         | Marsala-Parmonval          | 1-4           | 14 feb.       |
| 2 nov.      | 3-2         | Ribera-S.Villabate         | 1-2           | 15 feb.       |

| Andata (10ª) | Andata (10ª) | Decima giornata              | Ritorno (25ª) | Ritorno (25ª) |
|              |              |                              |               |               |
| 9 nov.       | 4-0          | Agroericino-Kamarat          | 2-2           | 22 feb.       |
| 9 nov.       | 1-0          | Akragas-Parmonval            | 2-1           | 21 feb.       |
| 9 nov.       | 0-1          | Audace Monreale-Carini       | 0-1           | 22 feb.       |
| 9 nov.       | 0-2          | Bagheria-S.Villabate         | 1-1           | 22 feb.       |
| 9 nov.       | 4-0          | Folgore Selinunte-Gattopardo | 2-3           | 22 feb.       |
| 9 nov.       | 0-0          | Licata-Campobello            | 0-0           | 22 feb.       |
| 9 nov.       | 3-0          | Marsala-Favara               | 1-2           | 22 feb.       |
| 9 nov.       | 0-2          | Ribera-Mazara                | 0-1           | 22 feb.       |

| Andata (12ª) | Andata (12ª) | Dodicesima giornata          | Ritorno (27ª) | Ritorno (27ª) |
|              |              |                              |               |               |
| 23 nov.      | 1-2          | Agroericino-Gattopardo       | 0-1           | 8 mar.        |
| 23 nov.      | 1-2          | Akragas-Kamarat              | 0-1           | 8 mar.        |
| 23 nov.      | 1-1          | Bagheria-Mazara              | 1-2           | 8 mar.        |
| 23 nov.      | 1-1          | Folgore Selinunte-Campobello | 0-1           | 8 mar.        |
| 23 nov.      | 3-0          | Licata-Carini                | 1-0           | 8 mar.        |
| 23 nov.      | 2-3          | Marsala-S.Villabate          | 0-1           | 8 mar.        |
| 10 dic.      | 2-0          | Parmonval-Favara             | 0-1           | 8 mar.        |
| 23 nov.      | 1-0          | Ribera-Audace Monreale       | 5-1           | 8 mar.        |

| Andata (14ª) | Andata (14ª) | Quattordicesima giornata | Ritorno (29ª) | Ritorno (29ª) |
|              |              |                          |               |               |
| 7 dic.       | 2-0          | Agroericino-Campobello   | 1-5           | 22 mar.       |
| 7 dic.       | 1-0          | Bagheria-Audace Monreale | 4-2           | 22 mar.       |
| 7 dic.       | 4-0          | Favara-Akragas           | 1-1           | 22 mar.       |
| 7 dic.       | 2-4          | Folgore Selinunte-Carini | 0-1           | 22 mar.       |
| 7 dic.       | 0-0          | Kamarat-Gattopardo       | 1-3           | 22 mar.       |
| 7 dic.       | 3-0          | Licata-Ribera            | 1-1           | 22 mar.       |
| 7 dic.       | 2-1          | Marsala-Mazara           | 0-4           | 22 mar.       |
| 7 dic.       | 0-1          | Parmonval-S.Villabate    | 2-1           | 22 mar.       |

## Girone B

### Squadre partecipanti
| Club                            | Città                            | Stagione 2007-2008       |
| ------------------------------- | -------------------------------- | ------------------------ |
| A.S. Acireale                   | Acireale (CT)                    | 4° in Eccellenza gir. B  |
| Pol. Aci Sant'Antonio           | Aci Sant'Antonio (CT)            | 8° in Eccellenza gir. B  |
| A.S.D. Aurora Viagrande calcio  | Viagrande (CT)                   | 4° in Promozione gir. B  |
| A.S.D. Biancavilla              | Biancavilla (CT)                 | 1° in Promozione gir. C  |
| U.S.D. Camaro                   | Camaro (quartiere di Messina)    | 2° in Eccellenza gir. B  |
| A.S.D. Due Torri                | Gliaca, frazione di Piraino (ME) | 12° in Eccellenza gir. B |
| G.S.D. Enna calcio              | Enna                             | 4° in Eccellenza gir. A  |
| S.S.D. Milazzo                  | Milazzo (ME)                     | 1° in Promozione gir. B  |
| A.S.D. Nuova Aquila Grammichele | Grammichele (CT)                 | 7° in Eccellenza gir. B  |
| N.F.C. Orlandina                | Capo d'Orlando (ME)              | 9° in Eccellenza gir. B  |
| A.C. Paternò 2004               | Paternò (CT)                     | 16° in Serie D gir. I    |
| A.S.D. Ragusa calcio            | Ragusa                           | 2° in Promozione gir. C  |
| A.S.D. Rosolini                 | Rosolini (SR)                    | 10° in Eccellenza gir. B |
| U.S.D. Trecastagni              | Trecastagni (CT)                 | 5° in Eccellenza gir. B  |
| A.S.D. Universal Misterbianco   | Misterbianco (CT)                | 14° in Eccellenza gir. B |
| Pol. Villafranca Tirrena        | Villafranca Tirrena (ME)         | 6° in Eccellenza gir. B  |

### Classifica
|  | Pos. | Squadra                | Pt | G  | V  | N  | P  | GF | GS | DR  |
|  | ---- | ---------------------- | -- | -- | -- | -- | -- | -- | -- | --- |
|  | 1.   | Milazzo                | 64 | 30 | 19 | 7  | 4  | 51 | 21 | +30 |
|  | 2.   | Acireale               | 60 | 30 | 16 | 12 | 2  | 33 | 13 | +20 |
|  | 3.   | Ragusa                 | 54 | 30 | 15 | 9  | 6  | 41 | 22 | +19 |
|  | 4.   | Camaro                 | 50 | 30 | 13 | 11 | 6  | 36 | 20 | +16 |
|  | 5.   | Due Torri              | 49 | 30 | 13 | 10 | 7  | 29 | 20 | +9  |
|  | 6.   | Trecastagni            | 43 | 30 | 10 | 13 | 7  | 30 | 25 | +5  |
|  | 7.   | Paternò                | 42 | 30 | 10 | 12 | 8  | 36 | 27 | +9  |
|  | 8.   | Universal Misterbianco | 41 | 30 | 10 | 11 | 9  | 45 | 33 | +12 |
|  | 9.   | Biancavilla            | 41 | 30 | 12 | 5  | 13 | 38 | 37 | +1  |
|  | 10.  | Enna                   | 40 | 30 | 11 | 7  | 12 | 42 | 37 | +5  |
|  | 11.  | Orlandina              | 37 | 30 | 9  | 10 | 11 | 28 | 34 | -6  |
|  | 12.  | Villafranca Tirrena    | 29 | 30 | 5  | 14 | 11 | 28 | 37 | -9  |
|  | 13.  | Rosolini               | 26 | 30 | 6  | 8  | 16 | 31 | 50 | -19 |
|  | 14.  | Aquila Grammichele     | 25 | 30 | 6  | 7  | 17 | 23 | 59 | -36 |
|  | 15.  | Aurora Viagrande       | 25 | 30 | 5  | 10 | 15 | 29 | 50 | -21 |
|  | 16.  | Aci Sant'Antonio       | 19 | 30 | 5  | 4  | 21 | 26 | 61 | -35 |

Legenda:

      Milazzo promosso in Serie D 2009-2010.

      Acireale ammesso ai play-off nazionali.

      Villafranca Tirrena e Aquila Grammichele retrocessi in Promozione 2009-2010 dopo play-out.

      Aurora Viagrande e Aci Sant'Antonio retrocessi in Promozione 2009-2010.

#### Spareggio salvezza
|                    | Risultati   |                  | Luogo e data                                            |  |
| ------------------ | ----------- | ---------------- | ------------------------------------------------------- |  |
| Aquila Grammichele | 2 - 1 (dts) | Aurora Viagrande | Stadio Scrofani Salustro (Palazzolo A.), 15 aprile 2009 |  |

#### Play-off
Semifinali
|          | Risultati |           | Luogo e data                                           |  |
| -------- | --------- | --------- | ------------------------------------------------------ |  |
| Acireale | 0 - 0     | Due Torri | Stadio Marco Tomaselli (Caltanissetta), 19 aprile 2009 |  |
| Ragusa   | 1 - 1     | Camaro    | Stadio San Gaetano (Belpasso), 19 aprile 2009          |  |

Finale
|          | Risultati |        | Luogo e data                                           |  |
| -------- | --------- | ------ | ------------------------------------------------------ |  |
| Acireale | 1 - 0     | Ragusa | Stadio Nino Vaccara (Mazara del Vallo), 26 aprile 2009 |  |

#### Play-out
|                     | Risultati |                    | Luogo e data                                 |  |
| ------------------- | --------- | ------------------ | -------------------------------------------- |  |
| Orlandina           | 1 - 0     | Aquila Grammichele | Stadio Comunale (Pedara), 19 aprile 2009     |  |
| Villafranca Tirrena | 0 - 2     | Rosolini           | Stadio Tupparello (Acireale), 18 aprile 2009 |  |

### Risultati
| Andata (1ª) | Andata (1ª) | Prima giornata             | Ritorno (16ª) | Ritorno (16ª) |
|             |             |                            |               |               |
| 14 set.     | 3-0         | Biancavilla-Rosolini       | 3-1           | 20 dic.       |
| 14 set.     | 3-0         | Due Torri-Aurora Viagrande | 2-0           | 21 dic.       |
| 14 set.     | 2-2         | Enna-Aci S.Antonio         | 1-3           | 21 dic.       |
| 24 set.     | 2-2         | Milazzo-Trecastagni        | 1-0           | 20 dic.       |
| 14 set.     | 1-0         | Paternò-Orlandina          | 0-0           | 21 dic.       |
| 14 set.     | 1-0         | Ragusa-Aquila Grammichele  | 1-0           | 21 dic.       |
| 13 set.     | 0-1         | U.Misterbianco-Acireale    | 1-2           | 21 dic.       |
| 13 set.     | 1-1         | Villafranca-Camaro         | 0-0           | 21 dic.       |

| Andata (3ª) | Andata (3ª) | Terza giornata                   | Ritorno (18ª) | Ritorno (18ª) |
|             |             |                                  |               |               |
| 28 set.     | 1-2         | Aci S.Antonio-Aquila Grammichele | 1-2           | 11 gen.       |
| 28 set.     | 1-0         | Due Torri-Biancavilla            | 2-0           | 11 gen.       |
| 28 set.     | 1-1         | Enna-Acireale                    | 0-1           | 11 gen.       |
| 28 set.     | 2-1         | Milazzo-Rosolini                 | 1-0           | 10 gen.       |
| 28 set.     | 1-1         | Paternò-Camaro                   | 0-2           | 11 gen.       |
| 28 set.     | 2-0         | Ragusa-Orlandina                 | 1-1           | 11 gen.       |
| 27 set.     | 0-0         | U.Misterbianco-Trecastagni       | 1-2           | 10 gen.       |
| 27 set.     | 4-1         | Villafranca-Aurora Viagrande     | 1-1           | 10 gen.       |

| Andata (5ª) | Andata (5ª) | Quinta giornata              | Ritorno (20ª) | Ritorno (20ª) |
|             |             |                              |               |               |
| 11 ott.     | 1-0         | Aci S.Antonio-Acireale       | 0-1           | 25 gen.       |
| 12 ott.     | 1-0         | Enna-Trecastagni             | 0-1           | 25 gen.       |
| 11 ott.     | 1-0         | Milazzo-Due Torri            | 1-1           | 25 gen.       |
| 11 ott.     | 3-2         | Orlandina-Aquila Grammichele | 0-1           | 25 gen.       |
| 12 ott.     | 2-2         | Paternò-Aurora Viagrande     | 2-1           | 25 gen.       |
| 12 ott.     | 2-1         | Ragusa-Camaro                | 0-3           | 25 gen.       |
| 11 ott.     | 2-1         | U.Misterbianco-Rosolini      | 3-1           | 25 gen.       |
| 11 ott.     | 1-1         | Villafranca-Biancavilla      | 3-1           | 25 gen.       |

| Andata (7ª) | Andata (7ª) | Settima giornata            | Ritorno (22ª) | Ritorno (22ª) |
|             |             |                             |               |               |
| 27 ott.     | 1-0         | Acireale-Aquila Grammichele | 2-0           | 8 feb.        |
| 26 ott.     | 2-1         | Aci S.Antonio-Trecastagni   | 1-2           | 7 feb.        |
| 26 ott.     | 5-0         | Enna-Rosolini               | 2-0           | 7 feb.        |
| 26 ott.     | 0-2         | Orlandina-Camaro            | 1-2           | 8 feb.        |
| 26 ott.     | 0-2         | Paternò-Biancavilla         | 0-3           | 7 feb.        |
| 26 ott.     | 3-0         | Ragusa-Aurora Viagrande     | 1-1           | 7 feb.        |
| 25 ott.     | 2-0         | U.Misterbianco-Due Torri    | 1-2           | 8 feb.        |
| 25 ott.     | 0-1         | Villafranca-Milazzo         | 1-3           | 8 feb.        |

| Andata (9ª) | Andata (9ª) | Nona giornata              | Ritorno (24ª) | Ritorno (24ª) |
|             |             |                            |               |               |
| 5 nov.      | 0-0         | Acireale-Trecastagni       | 2-1           | 18 feb.       |
| 5 nov.      | 0-1         | Aci S.Antonio-Rosolini     | 0-1           | 18 feb.       |
| 5 nov.      | 2-0         | Camaro-Aquila Grammichele  | 2-0           | 18 feb.       |
| 5 nov.      | 1-2         | Enna-Due Torri             | 0-1           | 18 feb.       |
| 5 nov.      | 1-0         | Orlandina-Aurora Viagrande | 2-1           | 18 feb.       |
| 5 nov.      | 1-0         | Paternò-Milazzo            | 1-2           | 18 feb.       |
| 5 nov.      | 3-0         | Ragusa-Biancavilla         | 1-0           | 18 feb.       |
| 5 nov.      | 3-1         | U.Misterbianco-Villafranca | 0-0           | 18 feb.       |

| Andata (11ª) | Andata (11ª) | Undicesima giornata            | Ritorno (26ª) | Ritorno (26ª) |
|              |              |                                |               |               |
| 16 nov.      | 2-1          | Acireale-Rosolini              | 2-0           | 28 feb.       |
| 15 nov.      | 1-2          | Aci S.Antonio-Due Torri        | 0-0           | 1º mar.       |
| 16 nov.      | 2-0          | Camaro-Aurora Viagrande        | 2-2           | 28 feb.       |
| 16 nov.      | 2-1          | Enna-Villafranca               | 2-1           | 1º mar.       |
| 16 nov.      | 0-2          | Orlandina-Biancavilla          | 2-3           | 1º mar.       |
| 16 nov.      | 4-1          | Paternò-U.Misterbianco         | 1-1           | 28 feb.       |
| 16 nov.      | 0-0          | Ragusa-Milazzo                 | 0-1           | 1º mar.       |
| 16 nov.      | 4-1          | Trecastagni-Aquila Grammichele | 1-1           | 1º mar.       |

| Andata (13ª) | Andata (13ª) | Tredicesima giornata                | Ritorno (28ª) | Ritorno (28ª) |
|              |              |                                     |               |               |
| 30 nov.      | 0-0          | Acireale-Due Torri                  | 2-1           | 15 mar.       |
| 30 nov.      | 4-1          | Aci S.Antonio-Villafranca           | 2-2           | 15 mar.       |
| 30 nov.      | 1-0          | Aurora Viagrande-Aquila Grammichele | 1-1           | 15 mar.       |
| 30 nov.      | 1-1          | Camaro-Biancavilla                  | 0-1           | 15 mar.       |
| 30 nov.      | 0-0          | Enna-Paternò                        | 1-2           | 15 mar.       |
| 17 dic.      | 1-1          | Orlandina-Milazzo                   | 0-1           | 15 mar.       |
| 30 nov.      | 2-1          | Ragusa-U.Misterbianco               | 0-0           | 15 mar.       |
| 29 nov.      | 2-2          | Trecastagni-Rosolini                | 1-3           | 15 mar.       |

| Andata (15ª) | Andata (15ª) | Quindicesima giornata        | Ritorno (30ª) | Ritorno (30ª) |
|              |              |                              |               |               |
| 14 dic.      | 1-0          | Acireale-Villafranca         | 0-0           | 29 mar.       |
| 13 dic.      | 0-3          | Aci S.Antonio-Paternò        | 0-6           | 29 mar.       |
| 14 dic.      | 3-2          | Aquila Grammichele-Rosolini  | 0-2           | 29 mar.       |
| 14 dic.      | 1-0          | Aurora Viagrande-Biancavilla | 2-0           | 29 mar.       |
| 14 dic.      | 3-0          | Camaro-Milazzo               | 0-0           | 29 mar.       |
| 14 dic.      | 3-2          | Orlandina-U.Misterbianco     | 1-1           | 29 mar.       |
| 14 dic.      | 2-1          | Ragusa-Enna                  | 1-2           | 29 mar.       |
| 13 dic.      | 0-0          | Trecastagni-Due Torri        | 1-1           | 29 mar.       |

| Andata (2ª) | Andata (2ª) | Seconda giornata               | Ritorno (17ª) | Ritorno (17ª) |
|             |             |                                |               |               |
| 21 set.     | 0-0         | Acireale-Paternò               | 1-1           | 4 gen.        |
| 21 set.     | 1-4         | Aci S.Antonio-Ragusa           | 0-3           | 4 gen.        |
| 21 set.     | 1-0         | Aquila Grammichele-Biancavilla | 1-1           | 4 gen.        |
| 20 set.     | 1-3         | Aurora Viagrande-Milazzo       | 0-5           | 4 gen.        |
| 21 set.     | 1-0         | Camaro-U.Misterbianco          | 0-0           | 4 gen.        |
| 21 set.     | 1-1         | Orlandina-Enna                 | 0-2           | 4 gen.        |
| 21 set.     | 2-2         | Rosolini-Due Torri             | 0-1           | 4 gen.        |
| 21 set.     | 1-0         | Trecastagni-Villafranca        | 0-0           | 3 gen.        |

| Andata (4ª) | Andata (4ª) | Quarta giornata                 | Ritorno (19ª) | Ritorno (19ª) |
|             |             |                                 |               |               |
| 5 ott.      | 1-0         | Acireale-Ragusa                 | 1-1           | 18 gen.       |
| 5 ott.      | 0-0         | Aquila Grammichele-Due Torri    | 1-0           | 18 gen.       |
| 5 ott.      | 0-0         | Aurora Viagrande-U.Misterbianco | 1-2           | 17 gen.       |
| 5 ott.      | 1-0         | Biancavilla-Milazzo             | 2-4           | 18 gen.       |
| 5 ott.      | 1-0         | Camaro-Enna                     | 1-2           | 18 gen.       |
| 5 ott.      | 2-1         | Orlandina-Aci S.Antonio         | 1-0           | 18 gen.       |
| 5 ott.      | 1-2         | Rosolini-Villafranca            | 4-0           | 17 gen.       |
| 4 ott.      | 1-1         | Trecastagni-Paternò             | 1-0           | 18 gen.       |

| Andata (6ª) | Andata (6ª) | Sesta giornata             | Ritorno (21ª) | Ritorno (21ª) |
|             |             |                            |               |               |
| 19 ott.     | 2-0         | Acireale-Orlandina         | 0-0           | 1º feb.       |
| 19 ott.     | 1-4         | Aquila Grammichele-Milazzo | 0-4           | 1º feb.       |
| 19 ott.     | 1-2         | Aurora Viagrande-Enna      | 1-1           | 1º feb.       |
| 19 ott.     | 2-2         | Biancavilla-U.Misterbianco | 0-2           | 31 gen.       |
| 19 ott.     | 1-0         | Camaro-Aci S.Antonio       | 1-1           | 1º feb.       |
| 19 ott.     | 0-0         | Due Torri-Villafranca      | 0-0           | 31 gen.       |
| 18 ott.     | 0-0         | Rosolini-Paternò           | 0-0           | 1º feb.       |
| 18 ott.     | 1-1         | Trecastagni-Ragusa         | 1-0           | 1º feb.       |

| Andata (8ª) | Andata (8ª) | Ottava giornata                | Ritorno (23ª) | Ritorno (23ª) |
|             |             |                                |               |               |
| 1º nov.     | 1-1         | Aquila Grammichele-Villafranca | 0-3           | 15 feb.       |
| 1º nov.     | 2-3         | Aurora Viagrande-Aci S.Antonio | 4-0           | 15 feb.       |
| 2 nov.      | 2-2         | Biancavilla-Enna               | 2-1           | 15 feb.       |
| 2 nov.      | 2-2         | Camaro-Acireale                | 0-0           | 15 feb.       |
| 2 nov.      | 1-0         | Due Torri-Paternò              | 1-2           | 15 feb.       |
| 2 nov.      | 2-0         | Milazzo-U.Misterbianco         | 1-1           | 14 feb.       |
| 1º nov.     | 1-1         | Rosolini-Ragusa                | 1-1           | 15 feb.       |
| 1º nov.     | 0-0         | Trecastagni-Orlandina          | 1-2           | 15 feb.       |

| Andata (10ª) | Andata (10ª) | Decima giornata                   | Ritorno (25ª) | Ritorno (25ª) |
|              |              |                                   |               |               |
| 9 nov.       | 2-2          | Aquila Grammichele-U.Misterbianco | 0-7           | 21 feb.       |
| 9 nov.       | 0-4          | Aurora Viagrande-Acireale         | 0-0           | 22 feb.       |
| 9 nov.       | 4-0          | Biancavilla-Aci S.Antonio         | 2-1           | 22 feb.       |
| 9 nov.       | 2-1          | Due Torri-Ragusa                  | 0-3           | 22 feb.       |
| 9 nov.       | 3-1          | Milazzo-Enna                      | 0-1           | 22 feb.       |
| 8 nov.       | 2-2          | Rosolini-Orlandina                | 0-2           | 21 feb.       |
| 8 nov.       | 2-0          | Trecastagni-Camaro                | 0-0           | 22 feb.       |
| 8 nov.       | 0-0          | Villafranca-Paternò               | 1-2           | 22 feb.       |

| Andata (12ª) | Andata (12ª) | Dodicesima giornata          | Ritorno (27ª) | Ritorno (27ª) |
|              |              |                              |               |               |
| 23 nov.      | 1-4          | Aquila Grammichele-Paternò   | 1-1           | 8 mar.        |
| 22 nov.      | 1-1          | Aurora Viagrande-Trecastagni | 0-1           | 8 mar.        |
| 23 nov.      | 0-1          | Biancavilla-Acireale         | 0-2           | 8 mar.        |
| 23 nov.      | 0-1          | Due Torri-Orlandina          | 0-0           | 8 mar.        |
| 23 nov.      | 3-0          | Milazzo-Aci S.Antonio        | 2-1           | 8 mar.        |
| 22 nov.      | 2-0          | Rosolini-Camaro              | 0-4           | 8 mar.        |
| 22 nov.      | 3-1          | U.Misterbianco-Enna          | 2-2           | 8 mar.        |
| 22 nov.      | 0-0          | Villafranca-Ragusa           | 1-3           | 8 mar.        |

| Andata (14ª) | Andata (14ª) | Quattordicesima giornata     | Ritorno (29ª) | Ritorno (29ª) |
|              |              |                              |               |               |
| 7 dic.       | 2-1          | Biancavilla-Trecastagni      | 0-1           | 22 mar.       |
| 7 dic.       | 2-0          | Due Torri-Camaro             | 0-1           | 22 mar.       |
| 7 dic.       | 4-0          | Enna-Aquila Grammichele      | 1-2           | 22 mar.       |
| 6 dic.       | 2-0          | Milazzo-Acireale             | 1-1           | 22 mar.       |
| 7 dic.       | 1-2          | Paternò-Ragusa               | 0-1           | 22 mar.       |
| 6 dic.       | 1-1          | Rosolini-Aurora Viagrande    | 1-3           | 22 mar.       |
| 6 dic.       | 3-0          | U.Misterbianco-Aci S.Antonio | 2-0           | 22 mar.       |
| 6 dic.       | 2-2          | Villafranca-Orlandina        | 1-0           | 22 mar.       |